# ورا گیز
ورا گیز (انگلیسی: Vera Gaze; ۲۹ دسامبر ۱۸۹۹ – ۳ اکتبر ۱۹۵۴) اخترشناس اهل اتحاد جماهیر شوروی بود که بر روی سحابی گسیلشی و سیارات کوچک مطالعه می‌کرد. او حدود ۱۵۰ سحابی جدید کشف کرد و پس از مرگش به خاطر کشف سیاره کوچک ۲۳۸۸ گیز و دهانه گیز در زهره، که هر دو به نام خود او نامگذاری شده‌اند، مورد تجلیل قرار گرفت. وی بین سال‌های ۱۹۲۱ تا ۱۹۵۴ میلادی فعالیت می‌کرد.

## اوایل زندگی و تحصیلات
گیز در ۲۹ دسامبر ۱۸۹۹ در سن پترزبورگ روسیه به دنیا آمد. بین سالهای ۱۹۲۱ و ۱۹۲۶، او در مؤسسه نجوم لنینگراد (مؤسسه نجوم نظری پبشرو) کار کرد و در دانشگاه پتروگراد تحصیل کرد. او در سال ۱۹۲۴ فارغ‌التحصیل شد و در سال ۱۹۲۶ برای کار به رصدخانه پولکوو رفت.

## فعالیت علمی
او در هیئت بررسی گرانشی ۱۹۲۹ و مأموریت اکتشافی ۱۹۳۶ برای مشاهده خورشید گرفتگی کامل شرکت کرد.[۲] کسوف سال ۱۹۳۶ از قلمرو شوروی گذشت و فقط در داخل اتحاد جماهیر شوروی قابل مشاهده بود. نزدیک به ۳۰ هیئت اکتشافی بین‌المللی در ۱۹ ژوئن برای مشاهده این خورشیدگرفتگی که به مدت دو ساعت قابل مشاهده بود، به روسیه سفر کردند. بین سال‌های ۱۹۳۶ و ۱۹۴۰، گیز قربانی «سرکوب سیاسی» شد، که ناشی از حادثه‌ای بود که آوازه نامطلوبی را برای رصدخانه پولکوو به ارمغان آورد. در سال ۱۹۳۵، او متوجه شد که گزارشی که توسط نیکولای میخایلوویچ به او داده شده بود تا به انگلیسی ترجمه شود، حاوی اشتباهاتی در محاسبات است. در این مقاله بود که گیز خطاها را پیدا کرد و آن را به مافوق خود گزارش داد. هنگامی که از ورونوف در این رابطه سؤال شد، او اعتراف کرد که از نظریه خود در انجام محاسبات استفاده نکرده است و مکان‌های سیاره را تخمین زده است. این رسوایی باعث شد که او اخراج شود، اما مطبوعات فشار آوردند و در نتیجه همه دست‌اندرکاران دستگیر شدند. از آنجایی که گیز قبلاً چندین مقاله او را ترجمه کرده بود، مشکوک به کمک به او تشخیص داده شد. او سرانجام زمانی که هیچ شهادت امضا شده‌ای بر علیه او به دست نیامد، آزاد شد.
در سال ۱۹۴۰، گیز به رصدخانه سیمیز نقل مکان کرد، که بخشی از رصدخانه اخترفیزیک آبستومانی گرجستان بین سال‌های ۱۹۴۱ و ۱۹۴۵ بود و سپس بخشی از رصدخانهٔ اخترفیزیکی کریمه آکادمی علوم شوروی شد. او در سال ۱۹۴۰ تغییراتی را در طیف گاما ذات‌الکرسی کشف کرد. او حدود ۱۵۰ سحابی گسیلی جدید کهکشانی را کشف کرد.[۹] در سال ۱۹۵۲، گیز کتابی را با موضوعیت برخی از نتایج مطالعه سحابی‌های گازی و نگرش خود به کیهان‌شناسی منتشر کردند.[۱۰]

## مرگ و میراث
گیز در ۳ اکتبر ۱۹۵۴ در لنینگراد (سنت پترزبورگ) درگذشت و در گورستان یادبود اخترشناسان، در نزدیکی رصدخانه پولکوو در خارج از سن پترزبورگ به خاک سپرده شد. پس از مرگ، سیاره ای به نام گیز ۲۳۸۸ که در سال ۱۹۷۷ کشف شده بود، به نام او نامگذاری شد، همان‌طور یک دهانه در زهره نیز به نام او نامگذاری شد.